# جينيفر جونز
جينيفر جونز (بالإنجليزية: Jennifer Jones)‏ (و. 1974 – م) هي محامية، ولاعبة الكرلنغ، من كندا، ولدت في وينيبيغ، شاركت في ألعاب أولمبية شتوية 2014، وكيرلنج في الألعاب الأولمبية الشتوية 2014 – منافسة السيدات ‏.

## روابط خارجية
- جينيفر جونز على موقع الاتحاد الدولي للكرلنغ (الإنجليزية)
- جينيفر جونز على موقع اللجنة الأولمبية الدولية (الإنجليزية)
- جينيفر جونز على موقع أوليمبيديا (الإنجليزية)
- جينيفر جونز على موقع اللجنة الأولمبية الكندية (الإنجليزية)